# Endrunde der Deutschen Mannschaftsmeisterschaft im Schach 1963
Die Endrunde der Deutschen Mannschaftsmeisterschaft im Schach 1963 fand vom 6. bis 9. Dezember 1963 in Heidelberg statt.
Es traten Heidelberg 1879,  der Münchener Schachklub von 1836, der Schachklub Palamedes Hamburg und der zweifache Deutsche Meister SG 1925 Düsseldorf im Finale der 17. Westdeutschen Mannschaftsmeisterschaft an. Es wurde ein Rundenturnier ausgetragen. Dem sechsfachen badischen Mannschaftsmeister Heidelberg 1879 war es zum ersten Mal gelungen, sich für ein deutsches Finale zu qualifizieren.

## Erste Runde
| Brett | Hamburg           | München            | 3,0:5,0 |
| ----- | ----------------- | ------------------ | ------- |
| 1     | Christian Clemens | Wolfgang Unzicker  | 0:1     |
| 2     | Ottokar Martius   | Gerd Rinder        | 0:1     |
| 3     | Werner Pesch      | Heinz de Carbonnel | remis   |
| 4     | Bodo Rhodin       | Günter Maier       | remis   |
| 5     | Frank Waligora    | Josef Steger       | 0:1     |
| 6     | Hans Pesch        | Fedor Hermann      | 0:1     |
| 7     | Kruse             | Josef Gerer        | 1:0     |
| 8     | Karl Heinz Nugel  | Zell               | 1:0     |

| Brett | Heidelberg            | Düsseldorf          | 4,0:4,0 |
| ----- | --------------------- | ------------------- | ------- |
| 1     | Erhard Konrad         | Walter Niephaus     | 0:1     |
| 2     | Blau                  | Siegfried Heil      | 0:1     |
| 3     | Häfner                | Heiner Greeven      | 0:1     |
| 4     | Kunz                  | Heinrich Lohmann    | remis   |
| 5     | Eberhard Nonnenmacher | Karl-Josef Schiffer | 1:0     |
| 6     | H. Lang               | Drews               | remis   |
| 7     | Eis                   | Schnapp             | 1:0     |
| 8     | Janis Manakos         | Bohlmann            | 1:0     |

## Zweite Runde
| Brett | München            | Düsseldorf          | 6,0:2,0 |
| ----- | ------------------ | ------------------- | ------- |
| 1     | Wolfgang Unzicker  | Walter Niephaus     | 1:0     |
| 2     | Heinz de Carbonnel | Siegfried Heil      | 1:0     |
| 3     | Gerd Rinder        | Heiner Greeven      | remis   |
| 4     | Günter Maier       | Heinrich Lohmann    | 0:1     |
| 5     | Fedor Hermann      | Karl-Josef Schiffer | remis   |
| 6     | Josef Steger       | Drews               | 1:0     |
| 7     | Otto Thiermann     | Bohlmann            | 1:0     |
| 8     | Zell               | Roennefahrt         | 1:0     |

| Brett | Hamburg           | Heidelberg            | 5,5:2,5 |
| ----- | ----------------- | --------------------- | ------- |
| 1     | Ottokar Martius   | Erhard Konrad         | 1:0     |
| 2     | Christian Clemens | Blau                  | 1:0     |
| 3     | Bodo Rhodin       | Häfner                | remis   |
| 4     | Werner Pesch      | Kunz                  | remis   |
| 5     | H. Müller         | Eberhard Nonnenmacher | 1:0     |
| 6     | Frank Waligora    | H. Lang               | 1:0     |
| 7     | Hans Pesch        | Eis                   | 0:1     |
| 8     | Karl Heinz Nugel  | Janis Manakos         | remis   |

## Dritte Runde
| Brett | Heidelberg            | München            | 3,0:5,0 |
| ----- | --------------------- | ------------------ | ------- |
| 1     | Erhard Konrad         | Wolfgang Unzicker  | 0:1     |
| 2     | Häfner                | Gerd Rinder        | remis   |
| 3     | Blau                  | Heinz de Carbonnel | 0:1     |
| 4     | Kunz                  | Günter Maier       | remis   |
| 5     | Eberhard Nonnenmacher | Fedor Hermann      | 0:1     |
| 6     | H. Lang               | Josef Steger       | 1:0     |
| 7     | Janis Manakos         | Josef Gerer        | remis   |
| 8     | Michel                | Zell               | remis   |

| Brett | Düsseldorf          | Hamburg           | 4,5:3,5 |
| ----- | ------------------- | ----------------- | ------- |
| 1     | Walter Niephaus     | Ottokar Martius   | remis   |
| 2     | Heiner Greeven      | Werner Pesch      | 1:0     |
| 3     | Siegfried Heil      | Christian Clemens | 1:0     |
| 4     | Heinrich Lohmann    | Bodo Rhodin       | 1:0     |
| 5     | Karl-Josef Schiffer | H. Müller         | 0:1     |
| 6     | Drews               | Frank Waligora    | 0:1     |
| 7     | Bohlmann            | Karl Heinz Nugel  | 0:1     |
| 8     | Schnapp             | Kruse             | 1:0     |

## Kreuztabelle
| Platz | Verein     | 1   | 2   | 3   | 4   | M-Siege | B-Punkte |
| ----- | ---------- | --- | --- | --- | --- | ------- | -------- |
| 1     | München    |     | 6,0 | 5,0 | 5,0 | 6       | 16,0     |
| 2     | Düsseldorf | 2,0 |     | 4,5 | 4,0 | 3       | 10,5     |
| 3     | Hamburg    | 3,0 | 3,5 |     | 5,5 | 2       | 12,0     |
| 4     | Heidelberg | 3,0 | 4,0 | 2,5 |     | 1       | 9,5      |

## Die Meistermannschaft
| 1.            | Münchener SC 1836 |
| Schachfiguren | Wolfgang Unzicker, Gerd Rinder, Heinz de Carbonnel, Günter Maier, Josef Steger, Fedor Hermann, Josef Gerer, Otto Thiermann, Zell |